# Stanisław Jakubowski (rzeźbiarz)

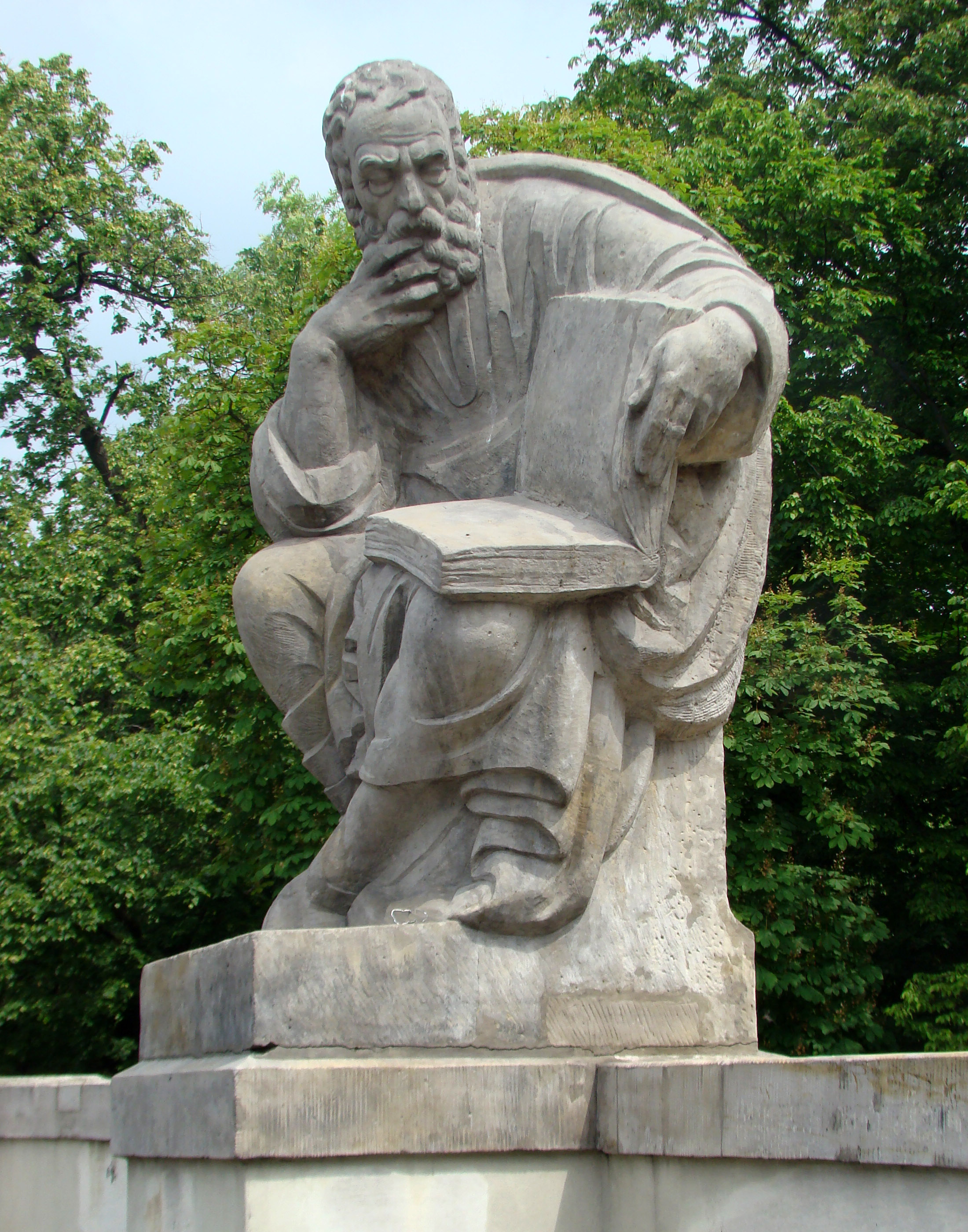
Rzeźba greckiego dramaturga dłuta S. Jakubowskiego z 1922. Amfiteatr w Łazienkach Królewskich..

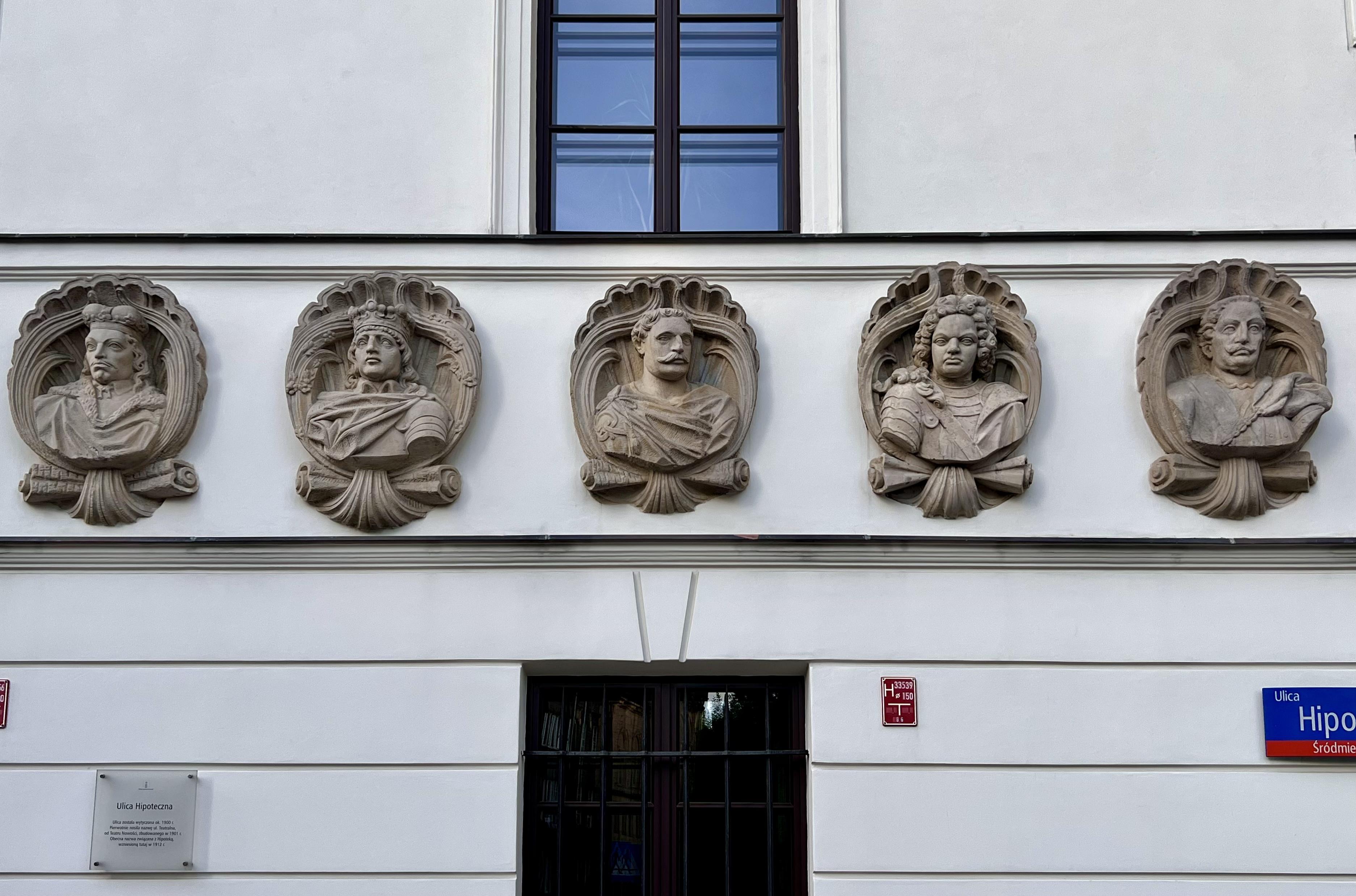
Medaliony królów Polski restaurowane w 1927 przez S. Jakubowskiego. Dom Pod Królami w Warszawie.

Stanisław Jakubowski (ur. w 1881 w Saratowie, zm. 1 stycznia 1934 w Warszawie) – polski rzeźbiarz i konserwator zabytków, czynny w Warszawie.
Początkowo uczył się kamieniarstwa, najpierw w Lublinie, a później w Warszawie. Od 1904 studiował rzeźbiarstwo u Xawerego Dunikowskiego w warszawskiej Szkole Sztuk Pięknych. Następnie zrealizował dwa zagraniczne wyjazdy studyjne zapoznając się z rzeźbiarstwem włoskim w 1911 oraz francuskim w Paryżu w 1913. Wykonał rzeźby na fasady kilku budynków reprezentacyjnych w Warszawie, m.in. Pałacu Brühla (w większości uległy później zniszczeniu). Od 1919 skupił się przede wszystkim na restauracji rzeźb, również zabytkowych. W tym charakterze pracował w okresie międzywojennym w Zamku Królewskim w Warszawie i od 1926 w pałacu wilanowskim. Ponadto wykonał liczne prace konserwatorskie i odtwórcze rzeźb w innych reprezentacyjnych budowlach stolicy, m.in. w amfiteatrze w Łazienkach Królewskich, Ogrodzie Saskim i Domie Pod Królami.
Tworzył w stylu klasycyzującym portrety oraz dzieła o tematyce m.in. mitologicznej lub religijnej. Pracował w kamieniu, brązie i gipsie, oprócz tego zajmował się projektowaniem pomników, a także medali.
Należał do Towarzystwa Zachęty Sztuk Pięknych w Warszawie, w którym miał też wystawę pośmiertną, ponadto wystawiał w lwowskim Towarzystwie Przyjaciół Sztuk Pięknych.
Prace Jakubowskiego znajdują się m.in. w zbiorach Muzeum Narodowego w Warszawie oraz Muzeum Narodowego w Poznaniu.